# Klekacz
Klekacz [pronunciación en polaco: /ˈklɛkat͡ʂ/] es un pueblo ubicado en el distrito administrativo de Gmina Tomaszów Lubelski, dentro del Condado de Tomaszów Lubelski, Voivodato de Lublin, en Polonia oriental. Se encuentra aproximadamente a 10 kilómetros al este de Tomaszów Lubelski y a 111 kilómetros al sureste de la capital regional Lublin.